# Anaulacodesmus atlanticus
Anaulacodesmus atlanticus är en mångfotingart som beskrevs av Christoph D. Schubart 1954. Anaulacodesmus atlanticus ingår i släktet Anaulacodesmus och familjen orangeridubbelfotingar. Inga underarter finns listade i Catalogue of Life.